# ハンドチャイム

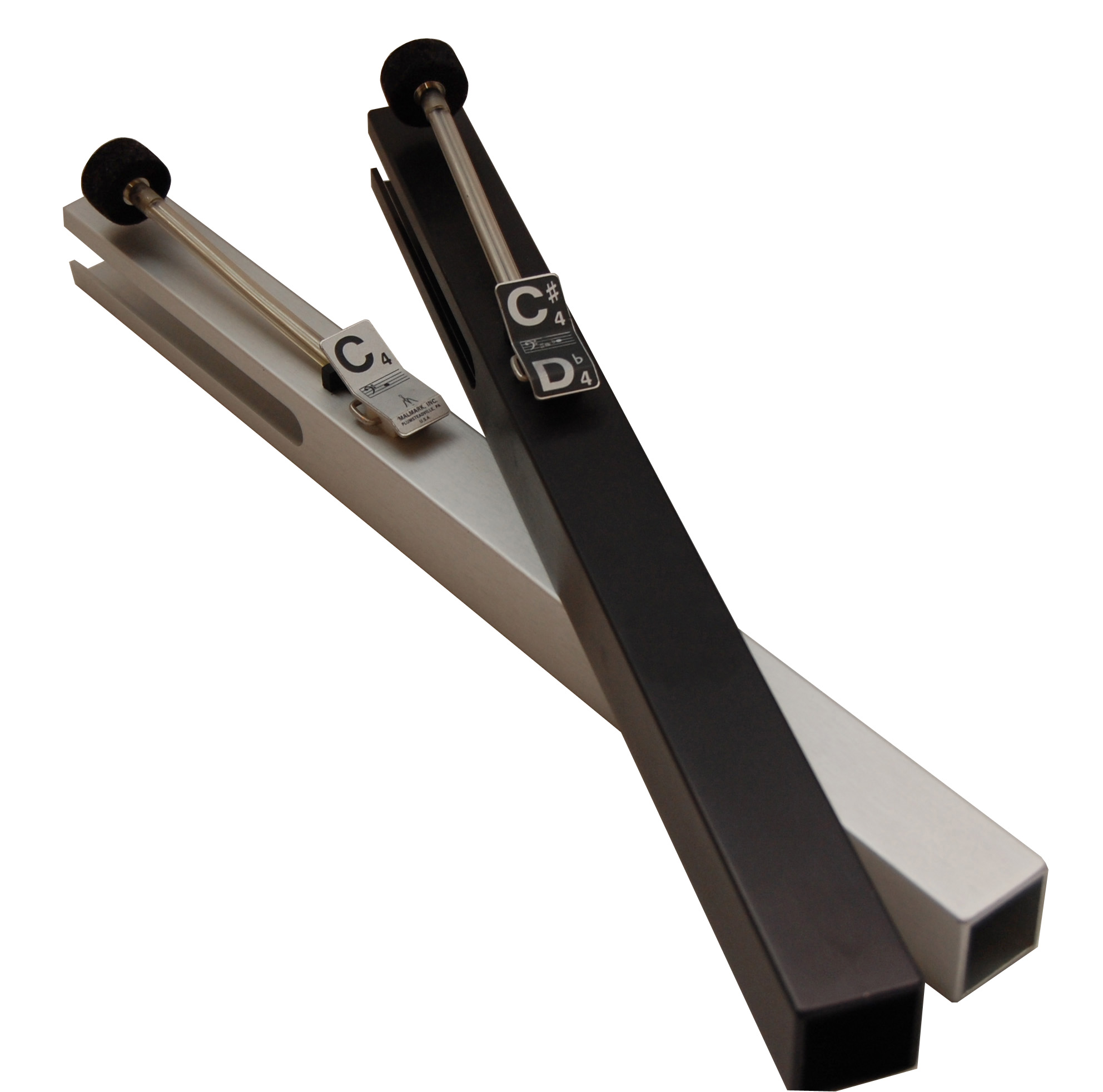
ハンドチャイムの一例

ハンドチャイム(Handchime)はハンドベルに似た打楽器である。通常は、調律された四角い金属製の筒にマレット状の打ち付ける機構が取り付けられている。ハンドチャイムの演奏には、ハンドベルの演奏技術が流用されるが、ハンドベルより多くの数を同時に持つことができるため、より難易度の高い演奏技術も用いられる。

## 用途
ハンドチャイムはもともとはハンドベル演奏者を目指す人の練習用を目的としたものであった。ハンドチャイムは、ハンドベルより安価、容易、軽量であり、学校、教会の若者の合唱団、高齢者グループなどにも扱いやすいという利点がある。ハンドチャイムはしばしばハンドベルと組み合わせて演奏される。ハンドベルの楽曲には、ハンドベルとハンドチャイムを同時に鳴らしたり、楽曲の中でふたつを交互に使うものもある。ハンドベルの楽団は、ハンドベルとともにハンドチャイムを使うためにハンドチャイムを所有していることが多い。ハンドチャイムは、学校で音楽を教える時にも使われる。

## 構造と外観
ハンドチャイムの本体は金属製の四角い筒状であるが、製造者により多少の違いがある。本体上部2面(クラッパーが取り付けられている面と直交する2面)に切り込みが入っており、ヘッド(本体をたたく部分)により与えられた振動の減衰をのばしている。ヘッドは、細い金属棒(アーム)を介して本体に接続されている。静的な状態ではヘッドが本体に接触しないよう、アームの支点近くにはバンパーと呼ばれる緩衝材が装着されている。音を出すために本体を振り、止めることにより、ヘッドが慣性によりアームもしくは緩衝材を変形させて本体に衝突し、本体を振動させる。また、本体の筒は、下部(手で持つ方)で塞がれており、そこで内部の空気の固有振動の節をつくっている。
本体は、ピアノの白鍵にあたる音は白色、黒鍵にあたる音は黒色、に色分けされている。出る音は本体に表示されており、それによっても確認できる。

## 音質
ハンドチャイムは音叉に類似した形状をもっており、音質はハンドベルと比較して倍音成分が少なく、より正弦波に近い。また、低い音になるほど振動部が大きくなり、減衰時間が長くなるため、ハンドベルと組み合わせた演奏では、オルガンの伴奏音に似た効果を出すことができる。

## おもな製造者
- マルマーク[2] (クワイアチャイム[3])
- シューマリック(Schulmerich) [4] (メロディーチャイム[5]
- スズキ (トーンチャイム[6])